# Mundo Novo (Ibicoara)
Mundo Novo é um povoado do município brasileiro de Ibicoara, situado na Chapada Diamantina, região central do estado da Bahia.
Está situado a vinte quilômetros da sede municipal e a localidade de "Baixão" em sua área fica localizada no Parque Nacional da Chapada Diamantina, ao passo em que os sítios de Campo Redondo, Cantagalo e Brejão encontram-se dentro do Parque Natural Municipal do Espalhado (PNME).

## Características
Os habitantes do povoado têm por principal atividade econômica a agropecuária em pequenas e médias propriedades mas, com a instalação do PNME na sua vizinhança, alguns moradores passaram a servir de guias e a trabalhar no Parque.
O principal cultivo é o café junto à cana-de-açúcar, que alimenta alambiques e engenhos artesanais para a produção de aguardente e derivados como rapadura e açúcar mascavo. A maioria das casas é de alvenaria, existindo ainda algumas feitas com adobe. Com o turismo cresceu a produção de artesanato como mais uma fonte de renda.
Muitos são os que exercem o trabalho em propriedades alheias, e no local existia até 2016 apenas uma escola para o ensino básico. Depois, com a instalação de redes de energia e água, também na educação houve uma melhoria com uma escola que atende todo o nível fundamental, até o oitavo ano, e um Posto de Saúde da Família (PSF).